# Landskrona község
Landskrona község (svédül: Landskrona kommun), egyike Svédország 290 községének Skåne megyén belül. Székhelye az azonos nevű Landskrona település. Határos északról Helsingborg, keletről Svalöv és délről Kävlinge községgel.

## Települések
Lásd még: Svédország városai
A község nyolc települése népességük alapján (2010):
1. Landskrona, (30,499)
2. Häljarp, (2,795)
3. Glumslöv, (1,994)
4. Asmundtorp, (1,562)
5. Saxtorpsskogen, (789)
6. Härslöv, (382)
7. Annelöv, (380)
8. Kvärlöv, (226)